# 4236 Lidov
4236 Lidov este un asteroid din centura principală, descoperit pe 23 martie 1979 de Nikolai Cernîh.